# Führung von vorne
Führung von vorne ist ein taktisches Führungsprinzip im Militär, welches eng mit dem Prinzip des Gefechts der verbundenen Waffen einhergeht. Heute wird dieses Prinzip auch in der Wirtschaft diskutiert.
Führung von vorne bedeutet, dass der Befehlshaber einer Einheit seine Truppen direkt vom kritischsten bzw. wirkungsvollsten Punkt der Front befehligt und nicht in einem gesicherten Gefechtsstand hinter der Front. So kann der Befehlshaber
- die Geschehnisse im Kernbereich des Kampfgeschehens unmittelbar verfolgen,
- seine Befehle direkt und ohne Verzögerung effizient durchsetzen,
- Widerständen von Untergebenen begegnen und
- die Truppe durch seine Vorbildfunktion motivieren.

Dies gilt sowohl im Angriff wie in der Verteidigung.

## Geschichte
Die Führung von vorne ist die älteste aller Führungsformen: Ein Befehlshaber nimmt aktiv an den Kämpfen an der Front teil und gibt seine Befehle direkt an die ihm unterstellten Personen weiter.
Erst ab dem 17. Jahrhundert setzte sich eine Form der Führung durch, bei der der höhere Befehlshaber ab Bataillonsebene sich mit seinem Stab hinter der Front befand und seine Befehle per Melder an die ihm unterstellten Einheiten weitergab. Vorher waren die höheren Befehlshaber, wenn nicht direkt bei den Truppen, dann doch sehr nahe hinter ihnen.
Im Ersten Weltkrieg wurde die Führung von hinter der Front zur üblichen Vorgehensweise. Höhere Kommandeure waren nie oder selten direkt an der Front, sondern beobachteten allenfalls aus rückwärtigen Beobachtungsstellungen das Kampfgeschehen.

### Zwischen den Weltkriegen
In der Zwischenkriegszeit wurde dieser von der Front entfernte Führungsstil besonders in der deutschen Reichswehr und später in der Wehrmacht einer Analyse unterzogen und von den „Taktikern“ Erwin Rommel, Heinz Guderian und Erich von Manstein als Führungsstil für Operationen scharf kritisiert. Sie waren der Meinung, dass ein Befehlshaber, insbesondere von schnellen Verbänden in Bataillons- bis zur Divisionsstärke, zusammen mit der Auftragstaktik und der Einführung des Systems des Gefechts der verbundenen Waffen seine Truppen besser von der Front aus kommandieren sollte, um von dort einen guten Eindruck von den taktischen Erfordernissen des Kampfes zu erhalten und sich auf dem Gefechtsfeld bietende Möglichkeiten sofort auszunutzen.

### Zweiter Weltkrieg
Im Zweiten Weltkrieg führten Generale wie zum Beispiel Guderian oder Rommel mit diesem Führungsprinzip sehr erfolgreich ihre Großverbände durch den Polen- und Westfeldzug. Danach wurde diese Form der Operationsführung bei der Wehrmacht von allen Führern von Verbänden aufwärts übernommen.
Es traten jedoch auch vermehrt die Schwachstellen dieses Führungsstils zutage, da dieses Führungsprinzip zu überdurchschnittlich hohen Verlusten bei erfahrenen Offizieren führt und es vorkam, dass Befehlshaber oft stundenlang von ihren Stäben abgeschnitten waren und somit nicht zur Führung ihres gesamten Verbandes zur Verfügung standen. Dem wurde dadurch begegnet, dass der Stellvertreter des Kommandeurs den Gefechtsstand führte. Auch war grundsätzlich die Verfügbarkeit von Führungsmitteln in Frontnähe geringer als in rückwärtigen Befehlsstellen. Führen von vorn war also prinzipiell erst möglich durch die breite Verfügbarkeit von Funkgeräten.
Eine weitere Gefahr war, dass der Befehlshaber über den unmittelbaren taktischen Eindrücken das Gesamtbild verlor, sich im Kleinkrieg verzettelte und Befehlsebenen übersprang, indem er direkte Weisungen an tiefer untergeordnete Ebenen erteilte. Problematisch ist diese Bevormundung der untergeordneten Führung durch den vor Ort befindlichen Befehlshaber außerdem, da deren Initiative und Autorität dadurch leidet.

## Gegenwart
Heute wird das System von allen modernen Armeen mit Heereseinheiten bis zur Divisionsstärke und darüber hinaus angewendet, da das größte Manko der Führung von vorne, die Kommunikation und der Informationsaustausch, durch moderne Führungssysteme größtenteils ausgeglichen werden kann.